# Liste der portugiesischen Botschafter in Italien
Die Liste der portugiesischen Botschafter in Italien listet die Botschafter der Republik Portugal in Italien auf.
Bereits vor der Vereinigung Italiens 1861 waren portugiesische Vertreter im heutigen Italien akkreditiert, etwa am Hofe Savoyens, im Königreich beider Sizilien, im Königreich Sardinien und im Großherzogtum Toskana.
Seit 1871 residiert die Botschaft Portugals in der italienischen Hauptstadt Rom. Zudem bestehen portugiesische Honorarkonsulate in Bari, Bologna, Florenz, Genua, Livorno, Mailand, Neapel, Palermo, Triest, Turin und Venedig (Stand 2019).

## Missionschefs

### Bis 1861

#### Savoyen
| Name                                        | Bild                                        | Amtszeit                                    | Anmerkungen                                 |
| Flagge des Königreichs Portugal (1667–1706) | Flagge des Königreichs Portugal (1667–1706) | Flagge des Königreichs Portugal (1667–1706) | Flagge des Königreichs Portugal (1667–1706) |
| ------------------------------------------- | ------------------------------------------- | ------------------------------------------- | ------------------------------------------- |
| Duarte Ribeiro de Macedo                    |                                             | bis 10. Juli 1680                           | Sonder-Gesandter in Turin                   |
| Diogo de Carvalho de Cerqueira              |                                             | 1680–1681                                   | Gesandter in Turin                          |
| Domingos Barreiros Leitão                   |                                             | 1682–20. Dezember 1682                      | Gesandter in Turin                          |
| 1ª Duque de Cadaval                         |                                             | 1682                                        | Gesandter in Turin                          |
| Francisco Pereira da Silva                  |                                             | 1684                                        | Gesandter in Turin                          |

#### Königreich beider Sizilien
| Name                                                                                    | Bild                                        | Amtszeit                                    | Anmerkungen                                                                                      |
| Flagge des Königreichs Portugal (1706–1816)                                             | Flagge des Königreichs Portugal (1706–1816) | Flagge des Königreichs Portugal (1706–1816) | Flagge des Königreichs Portugal (1706–1816)                                                      |
| --------------------------------------------------------------------------------------- | ------------------------------------------- | ------------------------------------------- | ------------------------------------------------------------------------------------------------ |
| José da Silva Pessanha                                                                  |                                             | 1753–1760                                   | Ministro Plenipotenciário mit Amtssitz Neapel                                                    |
| Aires de Sá e Melo                                                                      |                                             | 25. Dezember 1761 –20. Juni 1763            | Ministro Plenipotenciário mit Amtssitz Neapel, am 31. Dezember 1761 akkreditiert                 |
| José de Sá Pereira                                                                      |                                             | Oktober 1764 –11. Dezember 1807             | Ministro Plenipotenciário                                                                        |
| Miguel Lopes da Fonseca                                                                 |                                             | 1773 –April 1775                            | Beauftragter                                                                                     |
| José Agostinho de Sousa                                                                 |                                             | 20. Juni 1786 –19. Februar 1788             | Geschäftsträger am Amtssitz Neapel                                                               |
| João Pedro Quin                                                                         |                                             | 10. November 1809 –6. August 1818           | Geschäftsträger am Amtssitz Neapel                                                               |
| Flagge des Vereinigten Königreichs von Portugal, Brasilien und den Algarven (1816–1822) |                                             |                                             |                                                                                                  |
| Visconde de Torre Bela                                                                  |                                             | 10. Juli 1818 –30. Oktober 1821             | Sondergesandter und Ministro Plenipotenciário mit Amtssitz Neapel, am 16. Juli 1818 akkreditiert |
| António Jorge Demony                                                                    |                                             | 30. Oktober 1821 –25. März 1822             | Geschäftsträger am Amtssitz Neapel                                                               |
| Luis Francisco Risso                                                                    |                                             | 24. März 1822 –1822                         | Geschäftsträger am Amtssitz Neapel                                                               |
| Portugal                                                                                |                                             |                                             |                                                                                                  |
| José Anado Grehon                                                                       |                                             | 29. August 1823 –1833                       | Geschäftsträger am Amtssitz Neapel                                                               |
| Barão da Venda da Cruz                                                                  |                                             | 21. Februar 1849 –11. November 1853         | Ministro Plenipotenciário mit Amtssitz Neapel, am 14. April 1849 akkreditiert                    |
| Jorge Husson da Câmara                                                                  |                                             | 12. November 1853 –14. Juli 1854            | Übergangs-Geschäftsträger am Amtssitz Neapel                                                     |
| Visconde de Alte                                                                        |                                             | 1855 –11. Juli 1855                         | Ministro Plenipotenciário mit Amtssitz Neapel, am 3. Juli 1855 akkreditiert                      |
| Visconde de Alte                                                                        |                                             | 9. Januar 1856 –31. Dezember 1860           | Ministro Plenipotenciário mit Amtssitz Neapel, am 11. Januar 1856 akkreditiert                   |

#### Königreich Sardinien
| Name                                                                                    | Bild                                        | Amtszeit                                    | Anmerkungen                                                                                           |
| Flagge des Königreichs Portugal (1706–1816)                                             | Flagge des Königreichs Portugal (1706–1816) | Flagge des Königreichs Portugal (1706–1816) | Flagge des Königreichs Portugal (1706–1816)                                                           |
| --------------------------------------------------------------------------------------- | ------------------------------------------- | ------------------------------------------- | --- |
| Francisco de Almada e Mendonça                                                          |                                             | 25. Oktober 1760 –21. Oktober 1761          | Ministro Plenipotenciário mit Amtssitz Turin, am 30. November 1760 akkreditiert                       |
| Vicente de Sousa Coutinho                                                               |                                             | 7. Mai 1762 –23. April 1763                 | Ministro Plenipotenciário mit Amtssitz Turin, am 11. Mai 1762 akkreditiert                            |
| Henrique de Meneses                                                                     |                                             | 29. Oktober 1763 –3. August 1778            | Ministro Plenipotenciário mit Amtssitz Turin, am 2. November 1763 akkreditiert                        |
| Rodrigo de Sousa Coutinho                                                               |                                             | 23. September 1779 –28. September 1796      | Sonder-Gesandter und Ministro Plenipotenciário mit Amtssitz Turin, am 29. September 1779 akkreditiert |
| Joaquim José de Miranda Rebelo                                                          |                                             | 4. Juli 1780 –26. August 1782               | Geschäftsträger am Amtssitz Turin                                                                     |
| Lourenço de Lima                                                                        |                                             | 1792                                        | Sonder-Gesandter und Ministro Plenipotenciário mit Amtssitz Turin                                     |
| Joaquim José de Miranda Rebelo                                                          |                                             | 11. April 1792 –12. Dezember 1793           | Geschäftsträger am Amtssitz Turin                                                                     |
| José Manuel Plácido de Morais                                                           |                                             | 30. Juli 1796 –18. Februar 1797             | Geschäftsträger am Amtssitz Turin                                                                     |
| Domingos António de Sousa Coutinho                                                      |                                             | 18. Februar 1797 –11. Juli 1802             | Sonder-Gesandter und Ministro Plenipotenciário mit Amtssitz Turin                                     |
| Rafael da Cruz Guerreiro                                                                |                                             | 11. Juli 1802 –9. Mai 1807                  | Geschäftsträger am Amtssitz Turin                                                                     |
| Rafael da Cruz Guerreiro                                                                |                                             | 1811 –18. April 1814                        | Geschäftsträger am Amtssitz Turin                                                                     |
| Rodrigo Navarro de Andrade                                                              |                                             | 1813–1815                                   | Geschäftsträger am Amtssitz Turin                                                                     |
| Flagge des Vereinigten Königreichs von Portugal, Brasilien und den Algarven (1816–1822) |                                             |                                             | |
| Conde de Linhares                                                                       |                                             | 20. Januar 1821 –20. Januar 1822            | Sonder-Gesandter und Ministro Plenipotenciário mit Amtssitz Turin                                     |
| Luis Maria da Câmara                                                                    |                                             | 17. Oktober 1823 –18. Mai 1824              | Geschäftsträger am Amtssitz Turin                                                                     |
| Francisco José Rodrigues                                                                |                                             | 15. Mai 1824 –1828                          | Geschäftsträger am Amtssitz Turin                                                                     |
| José Basílio Rademaker                                                                  |                                             | 1829                                        | Ministro Plenipotenciário für die Miguelisten                                                         |
| Portugal                                                                                |                                             |                                             | |
| Francisco José Rodrigues                                                                |                                             | 1834(?) –1835(?)                            | Ministro Plenipotenciário mit Amtssitz Turin                                                          |
| Conde de Alva                                                                           |                                             | 25. September 1842 –30. November 1843       | Übergangs-Geschäftsträger am Amtssitz Turin                                                           |
| Miguel Martins D'Antas                                                                  |                                             | 1. Dezember 1843 –23. Februar 1845          | Übergangs-Geschäftsträger am Amtssitz Turin, am 17. Juni 1844 akkreditiert                            |
| António Cândido de Faria                                                                |                                             | 24. Februar 1845 –15. Juli 1845             | Übergangs-Geschäftsträger am Amtssitz Turin, am 24. Februar 1845 akkreditiert                         |
| Miguel Martins D'Antas                                                                  |                                             | 16. Juli 1845 –5. September 1845            | Übergangs-Geschäftsträger am Amtssitz Turin                                                           |
| João António Lobo de Moura                                                              |                                             | 5. September 1845 –15. April 1851           | Übergangs-Geschäftsträger am Amtssitz Turin, am 5. September 1845 akkreditiert                        |
| Frederido Filipe de Sousa Holstein                                                      |                                             | 15. April 1851 –29. März 1852               | Übergangs-Geschäftsträger am Amtssitz Turin                                                           |
| Visconde de Alter                                                                       |                                             | 15. Juni 1856 –26. September 1859           | Ministro Plenipotenciário mit Amtssitz Turin, am 18. Juni 1855 akkreditiert                           |
| José Ferreira Borges de Castro                                                          |                                             | 29. August 1860 –8. August 1862             | Übergangs-Geschäftsträger am Amtssitz Turin, am 31. August 1860 akkreditiert                          |
| José Ferreira Borges de Castro                                                          |                                             | 25. September 1862 –1. März 1877            | Ministro Plenipotenciário mit Amtssitz Turin, am 25. September 1862 akkreditiert                      |

### Ab 1861

#### Italien
| Name                                                                | Bild     | Amtszeit                              | Anmerkungen                                                                                      |
| Portugal                                                            | Portugal | Portugal                              | Portugal                                                                                         |
| ------------------------------------------------------------------- | -------- | ------------------------------------- | ------------------------------------------------------------------------------------------------ |
| Visconde de Seisal                                                  |          | 2. September 1861 –14. September 1861 | Ministro Plenipotenciário mit Amtssitz Turin, am 5. September 1861 akkreditiert                  |
| Visconde da Carreira                                                |          | 30. Juli 1862 –20. August 1862        | Ministro Plenipotenciário mit Amtssitz Turin, am 3. August 1862 akkreditiert                     |
| Visconde de Borges de Castro                                        |          | 21. November 1871 –1. März 1877       | Ministro Plenipotenciário mit Amtssitz Rom                                                       |
| Bernardino António de Faria Gentil                                  |          | 2. März 1877 –24. Mai 1877            | Übergangs-Geschäftsträger am Amtssitz Rom                                                        |
| Mathias de Carvalho e Vasconcellos                                  |          | 25. Mai 1877 –13. August 1891         | Ministro Plenipotenciário mit Amtssitz Rom, am 27. Mai 1877 akkreditiert                         |
| Conde de Paraty                                                     |          | 16. August 1891 –25. August 1891      | Übergangs-Geschäftsträger am Amtssitz Rom                                                        |
| Conde de Macedo                                                     |          | 25. August 1891 –26. November 1893    | Ministro Plenipotenciário mit Amtssitz Rom, am 11. Dezember 1891 akkreditiert                    |
| Augusto Sequeira Thedim                                             |          | 26. November 1893 –10. Mai 1894       | Geschäftsträger am Amtssitz Rom                                                                  |
| Mathias de Carvalho e Vasconcellos                                  |          | 10. Mai 1894 –14. Februar 1897        | Ministro Plenipotenciário mit Amtssitz Rom                                                       |
| António Duarte de Oliveira Soares                                   |          | 14. Februar 1897 –20. Juni 1897       | Übergangs-Geschäftsträger am Amtssitz Rom                                                        |
| Visconde de Valmor                                                  |          | 20. Juni 1897 –November 1897          | Ministro Plenipotenciário mit Amtssitz Rom, am 20. Juni 1897 akkreditiert                        |
| Mathias de Carvalho e Vasconcellos                                  |          | 22. Dezember 1897 –2. Dezember 1910   | Ministro Plenipotenciário mit Amtssitz Rom, am 31. Dezember 1897 akkreditiert                    |
| Portugal                                                            |          |                                       |                                                                                                  |
| José Maria Lambertini Pinto                                         |          | 2. Dezember 1910 –2. April 1912       | Übergangs-Geschäftsträger                                                                        |
| Mário do Nascimento                                                 |          | 2. April 1912 –4. April 1912          | Übergangs-Geschäftsträger                                                                        |
| Francisco Lourenço Eusébio Leão                                     |          | 4. April 1912 –27. Oktober 1926       | Ministro Plenipotenciário, am 21. April 1912 akkreditiert                                        |
| Gastão Degouey de Avelar Teles                                      |          | 27. Oktober 1926 –19. Januar 1927     | Übergangs-Geschäftsträger                                                                        |
| Henrique Trindade Coelho                                            |          | 19. Januar 1927 –18. Juli 1929        | Ministro Plenipotenciário, am 31. Januar 1927 akkreditiert                                       |
| Aramando de Oliveira Bernardes                                      |          | 18. Juli 1929 –16. Dezember 1929      | Übergangs-Geschäftsträger                                                                        |
| Alberto de Oliveira                                                 |          | 16. Dezember 1929 –10. Februar 1931   | Ministro Plenipotenciário, am 21. Dezember 1929 akkreditiert                                     |
| Augusto de Castro Sampaio Côrte Real                                |          | 10. Februar 1931 –7. Februar 1935     | Ministro Plenipotenciário, am 28. Februar 1931 akkreditiert                                      |
| José Caetano Lôbo de Ávila da Silva Lima                            |          | 7. Februar 1935 –3. April 1945        | Ministro Plenipotenciário, am 23. Februar 1935 akkreditiert                                      |
| Luís Jorge da Costa                                                 |          | 3. April 1945 –24. Mai 1945           | Übergangs-Geschäftsträger                                                                        |
| José Jorge Rodrigues dos Santos                                     |          | 24. Mai 1945 –2. Mai 1946             | Ministro Plenipotenciário, am 30. Mai 1945 akkreditiert, verließ am 27. April 1946 seinen Posten |
| Luís Jorge da Costa                                                 |          | 2. Mai 1946 –29. Mai 1946             | Übergangs-Geschäftsträger                                                                        |
| Francisco de Assis Maria de Oliveira de Almeida Calheiros e Meneses |          | 29. Mai 1946 –19. Februar 1954        | Ministro Plenipotenciário, am 2. Juni 1946 akkreditiert                                          |
| Ruy Eduardo Barbosa de Medina                                       |          | 19. Februar 1954 –12. Mai 1954        | Übergangs-Geschäftsträger                                                                        |
| António Joaquim Tavares Ferro                                       |          | 12. Mai 1954 –5. September 1956       | Ministro Plenipotenciário, am 4. Juni 1954 akkreditiert                                          |
| Rui Eduardo Barbosa de Medina                                       |          | 5. September 1956 –14. Oktober 1956   | Übergangs-Geschäftsträger                                                                        |
| Fernando Delfim Maria Lopes Vieira                                  |          | 14. Oktober 1956 –11. Februar 1958    | Übergangs-Geschäftsträger                                                                        |
| Eduardo Brazão                                                      |          | 11. Februar 1958 –9. Oktober 1962     | Botschafter, am 26. Februar 1958 akkreditiert                                                    |
| Fernando Manuel Ferreira Lobão de Carvalho                          |          | 9. Oktober 1962 –9. Februar 1963      | Übergangs-Geschäftsträger                                                                        |
| Abílio Andrade Pinto de Lemos                                       |          | 9. Februar 1963 –10. Februar 1968     | Botschafter, am 25. Februar 1963 akkreditiert                                                    |
| Manuel Nataniel de Carvalho Costa                                   |          | 10. Februar 1968 –9. April 1968       | Übergangs-Geschäftsträger                                                                        |
| João Manuel Hall Themido                                            |          | 9. April 1968 –25. Oktober 1971       | Botschafter, am 30. April 1968 akkreditiert                                                      |
| João de Sá Coutinho Rebelo Sotto Maior                              |          | 25. Oktober 1971 –16. November 1971   | Übergangs-Geschäftsträger                                                                        |
| Virgilio Armando Martins                                            |          | 16. November 1971 –7. Januar 1977     | Botschafter, am 3. Dezember 1971 akkreditiert, verließ am 3. Februar 1977 seinen Posten          |
| Gonçalo Aires de Santa Clara Gomes                                  |          | 3. Februar 1977 –6. Februar 1977      | Übergangs-Geschäftsträger                                                                        |
| Tomás de Melo Breyner Andresen                                      |          | 6. Februar 1977 –13. Juli 1981        | Botschafter, am 11. Februar 1977 akkreditiert, verließ am 3. Februar 1977 seinen Posten          |
| José Eduardo de Meneses Rosa                                        |          | 14. Juli 1981 –31. Juli 1983          | Botschafter, am 21. Juli 1981 akkreditiert, verließ am 11. Juli 1983 seinen Posten               |
| Rui Fernando Meira Ferreira                                         |          | 11. Juli 1983 –3. Januar 1984         | Übergangs-Geschäftsträger                                                                        |
| Tomás de Melo Breyner Andresen                                      |          | 3. Januar 1984 –11. April 1987        | Botschafter, am 13. Januar 1984 akkreditiert, verließ am 10. Juli 1987 seinen Posten             |
| Augusto Martins Gonçalves Pedro                                     |          | 10. Juli 1987 –19. September 1987     | Übergangs-Geschäftsträger                                                                        |
| Rui Eduardo Barbosa de Medina                                       |          | 19. September 1987 –24. Oktober 1990  | Botschafter, am 7. Oktober 1987 akkreditiert                                                     |
| Luís Gaspar da Silva                                                |          | 1990 –31. August 1993                 | Botschafter, am 14. November 1990 akkreditiert                                                   |
| João Diogo Correia Saraiva Nunes Barata                             |          | 8. Oktober 1993 –26. April 1999       | Botschafter, am 14. Oktober 1993 akkreditiert                                                    |
| José César Paulouro das Neves                                       |          | 3. Mai 1999 –24. September 2002       | Botschafter, am 10. Mai 1999 akkreditiert                                                        |
| Vasco Taveira da Cunha Valente                                      |          | 9. Oktober 2002 –19. August 2008      | Botschafter                                                                                      |
| Fernando Manuel de Mendonça d’Oliveira Neves                        |          | 11. September 2008 –24. Januar 2012   | Botschafter                                                                                      |
| Francisco Maria de Sousa Ribeiro Telles                             |          | 19. September 2016 –16. Dezember 2018 | Botschafter, am 29. November 2016 akkreditiert                                                   |
| Pedro Nuno de Abreu e Melo Bártolo                                  |          | seit 17. Dezember 2018                | Botschafter                                                                                      |